# نيكولاس لابروفيتولا
نيكولاس لابروفيتولا (بالإسبانية: Nicolás Laprovittola) مواليد 31 يناير 1990 في مورون، بوينس آيرس، هو لاعب كرة سلة أرجنتيني. بدأ مسيرته الاحترافية في سنة 2007. يلعب مع ساسكي باسكونيا كلاعب هجوم خلفي. يحمل الرقم 15. يبلغ طوله 6 قدم 4 بوصة (1.9 م). مثّل منتخب بلاده. شارك في دورة الألعاب الأولمبية الصيفية سنة 2016. حقق المركز الثاني في بطولة أمم الأمريكتين لكرة السلة 2015.

## المسيرة الاحترافية
لعب مع نادي لانوس من سنة 2007 إلى 2013، ثم لعب مع فلامنغو لكرة السلة من سنة 2013 إلى 2015، ثم لعب مع ليتوفوس رايتس في سنة 2015، ثم لعب مع سي بي إستوديانتس في الدوري الإسباني في موسم 2015–2016، ثم لعب مع سان أنطونيو سبرز في سنة 2016، ثم لعب مع ساسكي باسكونيا في الدوري الإسباني في سنة 2017.

## سجل المنافسة
شارك في المنافسات التالية:
- كأس العالم لكرة السلة 2014
- الألعاب الأولمبية الصيفية 2016
- بطولة أمم الأمريكتين لكرة السلة 2013
- بطولة أمم الأمريكتين لكرة السلة 2015

## الميداليات
| الميدالية | المسابقة                             |
| --------- | ------------------------------------ |
| فضية      | بطولة أمم الأمريكتين لكرة السلة 2015 |
| برونزية   | بطولة أمم الأمريكتين لكرة السلة 2013 |

## إحصائيات المسيرة

### الموسم الاعتيادي
| السنة   | الفريق           | لعب | بدأ | دقيقة | ميداني% | ثلاثية | حرة   | ارتداد | صنع | استلاب | تصدي | نقطة |
| ------- | ---------------- | --- | --- | ----- | ------- | ------ | ----- | ------ | --- | ------ | ---- | ---- |
| 2016–17 | سان أنطونيو سبرز | 18  | 3   | 9.7   | .426    | .370   | 1.000 | .6     | 1.6 | .2     | .1   | 3.3  |
| المسيرة | المسيرة          | 18  | 3   | 9.7   | .426    | .370   | 1.000 | .6     | 1.6 | .2     | .1   | 3.3  |

## روابط خارجية
- نيكولاس لابروفيتولا على موقع الاتحاد الدولي لكرة السلة (الإنجليزية)
- نيكولاس لابروفيتولا على موقع الدوري الأوروبي لكرة السلة (الإنجليزية)
- نيكولاس لابروفيتولا على موقع إن بي أي (الإنجليزية)
- نيكولاس لابروفيتولا على موقع سبورتس رفرنس (الإنجليزية)
- نيكولاس لابروفيتولا على موقع الدوري الإسباني لكرة السلة (الإسبانية)
- نيكولاس لابروفيتولا على موقع كرة السلة الأوروبية.كوم (الإنجليزية)
- نيكولاس لابروفيتولا على موقع ريلجم (الإنجليزية)
- نيكولاس لابروفيتولا على موقع بروبوليرز (الإنجليزية)
- نيكولاس لابروفيتولا على موقع سبورتس رفرنس (الإنجليزية)
- نيكولاس لابروفيتولا على موقع أوليمبيديا (الإنجليزية)